# Mike O'Neill
Charles Michael "Mike" O'Neill (Berkeley, California, 11 de agosto de 1928) es un exjugador de baloncesto estadounidense que disputó una temporada en la NBA, y tres más previamente en la AAU. Con 1,91 metros de estatura, jugaba en la posición de alero.

## Trayectoria deportiva

### Universidad
Jugó una única temporada en los Golden Bears de la Universidad de California en Berkeley, en la que fue el máximo anotador del equipo, promediando 11,0 puntos por partido. Se convirtió en el tercer jugador salido de dicha universidad en jugar en la NBA, tras Chet Carlisle y Jack Rocker.

### AAU
Trea dejar la universidad, jugó durante tres temporadas en los Oakland Bittners de la Amateur Athletic Union, siendo en su última temporada el mejor anotador de su equipo, y el tercero de la liga, tras conseguir 275 puntos.

### Profesional
En 1952 realizó la pretemporada con los Minneapolis Lakers, pero tras no acceder a jugar la temporada, en el mes de diciembre fichó por los Milwaukee Hawks, con los que únicamente disputó cuatro partidos, en los que promedió 3,0 puntos y 2,3 rebotes.

## Estadísticas de su carrera en la NBA

### Temporada regular
| Temporada | Edad | Equipo          | Liga | Pos. | P | TIT | MIN  | TC  | TCA | %TC  | 3P | 3PA | %3P | TL  | TLA | %TL   | R.OF. | R.DEF. | REB | ASIS | ROB | TAP | PER | FP  | PTS |
| 1952-53   |      | Milwaukee Hawks | NBA  | SF   | 4 |     | 12.5 | 1.0 | 4.3 | .235 |    |     |     | 1.0 | 1.0 | 1.000 |       |        | 2.3 | 0.8  |     |     |     | 2.5 | 3.0 |
| Total     |      |                 | NBA  |      | 4 |     | 12.5 | 1.0 | 4.3 | .235 |    |     |     | 1.0 | 1.0 | 1.000 |       |        | 2.3 | 0.8  |     |     |     | 2.5 | 3.0 |